# Lac de Lámia
Le lac de Lámia, en grec moderne : Λίμνη Λάμια est un lac naturel de l'ouest de l'Achaïe en Grèce. Il fait partie du parc national de Kotýchi-Strofyliá et d'un réseau de lagunes, de lacs, de marais et de forêts, dont la forêt de Strofyliá qui le borde au nord, le long de la côte nord-ouest du Péloponnèse. Il est relié à la mer par un canal et communique épisodiquement avec la lagune de Prókopos (el) à l'occasion d'importantes précipitations. Sa profondeur, largement dépendante des variations saisonnières, fluctue entre 5 et 60 cm,. 